# República de Indian Stream
A República de Indian Stream (em inglês: Republic of Indian Stream, lit.  "República de Riacho Índio") foi um estado sem reconhecimento internacional que existiu entre 9 de julho de 1832 e 1835, quando voluntariamente passou a integrar os Estados Unidos. Tratou-se de uma república constitucional que ocupou território ao longo da fronteira entre Canadá e Estados Unidos, na zona entre Quebec e Nova Hampshire. Descrita como "Indian Stream Territory, so-called" pela Agencia Censitária estadunidense em 1830, sendo a área designada por pequeno curso de água de mesmo nome, afluente do Rio Connecticut. Durante sua breve existência, teve uma população de cerca de 300 pessoas, que organizaram uma uma constituição e elegeram um governo.
A região foi primeiramente colonizada pelos europeus sob empréstimo de terras pelo chefe indígena Metacomet, da tribo St. Francis, chamado de "Rei Filipe" pelos europeus. O chefe indígena, sob seu nome europeu, causou muitos ataques a assentamentos na Nova Inglaterra na década de 1670.
Seu estabelecimento como Estado independente foi essencialmente o resultado de ambiguidades fronteiriças resultantes do Tratado de Paris, que delimitava os limites entre os Estados Unidos e o Canadá. No Tratado, haviam três diferentes possíveis interpretações para a localização da "cabeceira mais a noroeste do Rio Connecticut", local onde surgiu a república, por isso o território assim delimitado poderia ser tanto dos Estados Unidos como do Canadá. Como forma de oposição aos impasses entre os dois países, a população local se declarou independente, mas seguiu sofrendo cobranças tributárias do Canadá. Até que, em 1835, os habitantes solicitaram voluntariamente a fazer parte do estado estadunidense de Nova Hampshire. A região foi ocupada por mercenários neo-hampshirense, que demarcou a transição.